# 안주극장
안주극장(安州劇場, 영어: Anju Theatre)은 조선민주주의인민공화국 평안남도 안주시에 있는 극장으로 1976년 9월 5일 문을 열었다.
부지면적 약 30,000m2, 건축면적 6,000m2, 연건축면적 18,200m2로 건물은 반지하층과 지상 4층으로 구성된다. 반지하층에는 기계실, 흡연실, 위생실 등 40여 개의 방이 있으며, 1층에는 현관홀 과 옷보관실, 무대기계실 등이 있고, 2층에는 기본 관람홀과 휴게실, 무대 등이, 그리고 3층에는 휴게홀, 사진전시실, 배우실 등이, 4층에는 종합연습실, 배우실, 사무실 등이 있다.
1,200여 석을 가진 3층으로 된 관람홀은 통로가 따로 없이 앞좌석과 뒷좌석 사이를 1,500mm로 넓게 배치한 점이 특징이며, 양쪽 측면 벽에 발코니 객석을 배치하였다. 무대 깊이는 약 30m 정도, 무대높이는 24m 정도이고, 뒷무대에도 무대천정을 높게 하였으며, 앞무대에 방창소무대를 배치하고, 회전무대, 승강무대, 수평이동무대 등의 무대기계를 설치하여 전문예술공연이 가능하도록 하였다.
직사각형 평면으로 된 극장의 외형은 뒤의 옛 성벽과 앞에 있는 칠성공원 등 자연풍치적 조건에 어울리게 설계하였다. 극장의 겉면에는 강한 수평, 수직 띠를 두르고 창들을 규칙적으로 배치하였으며 건물 윗층에 독특한 전망대를 크게 두어 주변을 잘 전망할 수 있게 하였다. 안주극장은 안주 중심거리의 북쪽에 놓인 두드러진 건축물의 하나로서 옛 성벽 및 백상루와 함께 거리의 민족적 특성과 현대성을 동시에 살려 표현한 건축물로 꼽힌다. 이 극장은 북한의 시․군급 극장들 가운데서 대표적인 것으로 꼽히고 있으며, 가무를 비롯한 전문예술단체들의 여러 가지 예술공연과 부문별 예술축전, 회의와 영화감상 등 각종 공연과 관람, 모임이 진행되고 있다.